# Quadrula stapes
Quadrula stapes är en musselart som först beskrevs av I. Lea 1831.  Quadrula stapes ingår i släktet Quadrula och familjen målarmusslor. Inga underarter finns listade i Catalogue of Life.